# Gobulus
Gobulus is een geslacht van straalvinnige vissen uit de familie van grondels (Gobiidae).

## Soorten
- Gobulus birdsongi Hoese & Reader, 2001
- Gobulus crescentalis (Gilbert, 1892)
- Gobulus hancocki Ginsburg, 1938
- Gobulus myersi Ginsburg, 1939